# Wierzbie Wieś
Wierzbie Wieś – nieczynny wąskotorowy przystanek osobowy w Kolonii Wierzbie, w gminie Sompolno, w powiecie konińskim w województwie wielkopolskim, w Polsce. Został wybudowany w 1914 roku przez okupacyjne władze niemieckie.